# 찰리 맥도널
찰리 맥도널(Charlie McDonnell, 1990년 10월 1일 ~ )은 영국의 유튜브 스타로, 채널 charlieissocoollike를 운영하고 있다.